# اکلو
شهر اکلو (به فرانسوی: Eeklo) در شهرستان اکلو در استان فلاندری شرقی در منطقه فلاندری در کشور بلژیک واقع شده‌است.